# Rotax
La BRP-Rotax GmbH & Co. KG, comunemente nota come Rotax, è un'azienda austriaca. Sviluppa e produce avanzati motori a 2 tempi e a 4 tempi per i prodotti Bombardier Recreational Products (BRP) (ovvero motoslitte Ski-Doo e Lynx, moto d'acqua Sea-Doo e imbarcazioni sportive, quad Can-Am); nonché per motocicli, kart, velivoli leggeri e ultraleggeri. Negli ultimi 50 anni, l'azienda ha sviluppato oltre 350 modelli di motori per prodotti da diporto e ha prodotto più di sei milioni di motori.

## Storia
L'azienda è stata fondata nel 1920 a Dresda, in Germania come ROTAX-WERK AG. Nel 1930 venne rilevata da Fichtel & Sachs AG e trasferì la sua operatività a Schweinfurt, in Germania. L'operatività fu successivamente spostata a Wels, in Austria nel 1943 e infine a Gunskirchen nel 1947.
Nel 1959, Rotax si fuse con l'azienda di Vienna Lohner-Werke, produttrice di auto e strutture di vagoni ferroviari. Nel 1970 Lohner-Rotax è stata acquistata da Bombardier Inc., entrando a far parte del gruppo. Il marchio Bombardier Inc. BRP, che ora è una società indipendente, utilizza i motori Rotax nei suoi motocicli, imbarcazioni e motoslitte.
La società ha costruito solo motori a due tempi fino al 1980, quando ha cominciato a costruire motori a quattro tempi e motori aeronautici. Altre date importanti nella storia aziendale sono il 1962, quando un motore Rotax fu installato per la prima volta in un gatto delle nevi e il 1989, quando Rotax ricevette la certificazione di tipo per il suo 912, un motore aeronautico.